# Karl Henrik Åhman
Karl Henrik Åhman (Åman), född 18 september 1747 i Rogberga, Jönköpings län, död 15 januari 1816 på Sabbatsbergs ålderdomshem, Stockholm, var en svensk tecknare och grafiker.
Han var son till komministern Peter Åhman och Catharina Elisabeth Dryselius. Åhman skrevs in vid Konstakademien i Stockholm 1779 där hans avsikt var att utbilda sig till gravör. Efter en förlaga av Åhman utförde Eric Åkerland 1810 ett porträtt i punktgravyr av assessorn och stadskirurgen AL Santesson. Åhmans konst består av genrebilder.